# Punta La Marmora
Punta La Marmora (Sardijns: Perdas Carpìas) is een berg in het Gennargentu op het Italiaanse eiland Sardinië. De berg is 1.834 meter hoog en is daarmee het hoogste punt van het eiland. De berg ligt in de provincie Nuoro, in de regio Barbagia, in de gemeenten Desulo en Arzana. 
De naam is gegeven ter ere van de geograaf Alberto Ferrero della Marmora. De berg ligt net ten oosten van het benaderde middelpunt van Sardinië en de top biedt goed uitzicht over het hele eiland. Op heldere dagen kunnen het grootste deel van de kust en alle omringende toppen worden bekeken.